# Aeroport Internacional de Bălți-Leadoveni
L'aeroport internacional de Bălți-Leadoveni o aeroport de Bălți (codi IATA: BZY, codi OACI: LUBL), (en romanès: Aeroportul Internațional Bălți-Leadoveni, en rus: Международный аэропорт «Бельцы-Лядовены»), també conegut com Leadoveni és el segon aeroport civil internacional de la República de Moldàvia, que serveix a la ciutat de Bălți i al nord de Moldàvia per a vols civils de passatgers i càrrega, regulars i xàrter. L'Aeroport Internacional de Bălți-Leadoveni es va inaugurar el 1987 per substituir l'Aeroport de Bălţi-Ciutat, principalment en rutes internacionals, i facilitar el trànsit aeri a l'Aeroport Internacional de Chisináu.
L'Aeroport Internacional de Bălți opera 24 hores al dia, 7 dies a la setmana, durant tot l'any i està situat fora dels límits de la ciutat de Bălți, a Corlăteni, al districte de Rîșcani, a uns 15 km al nord del centre de la ciutat de Bălți (a 8 km de la frontera nord del districte a la ruta europea 583/ruta pública exprés M5 ia la ruta republicana R12. La ubicació de la pista de l'Aeroport Internacional de Bălți és la més favorable en relació amb els aeroports i pistes d'aterratge de la regió (és a dir, en relació amb l'Aeroport de Chisinau i la base aèria militar de Marculești), el que garanteix el funcionament continu de l'Aeroport Internacional de Bălţi sense els llargs tancaments que poden durar diversos dies Marculești.